# NGC 837
NGC 837 је спирална галаксија у сазвежђу Кит која се налази на NGC листи објеката дубоког неба.
Деклинација објекта је - 22° 25' 53" а ректасцензија 2h 10m 16,1s. Привидна величина (магнитуда) објекта NGC 837 износи 14,0 а фотографска магнитуда 14,8. NGC 837 је још познат и под ознакама ESO 478-10, MCG -4-6-11, AM 0207-224, IRAS 02079-2239, PGC 8297.